# Gare de Boisleux
La gare de Boisleux est une gare ferroviaire française de la ligne de Paris-Nord à Lille, située sur le territoire de la commune de Boisleux-au-Mont, à proximité de Boisleux-Saint-Marc, dans le département du Pas-de-Calais, en région Hauts-de-France.
Elle est mise en service en 1846 par la Compagnie des chemins de fer du Nord.
C'est une halte voyageurs de la Société nationale des chemins de fer français (SNCF), desservie par des trains régionaux TER Hauts-de-France. C'est également une gare ouverte au service du fret.

## Situation ferroviaire

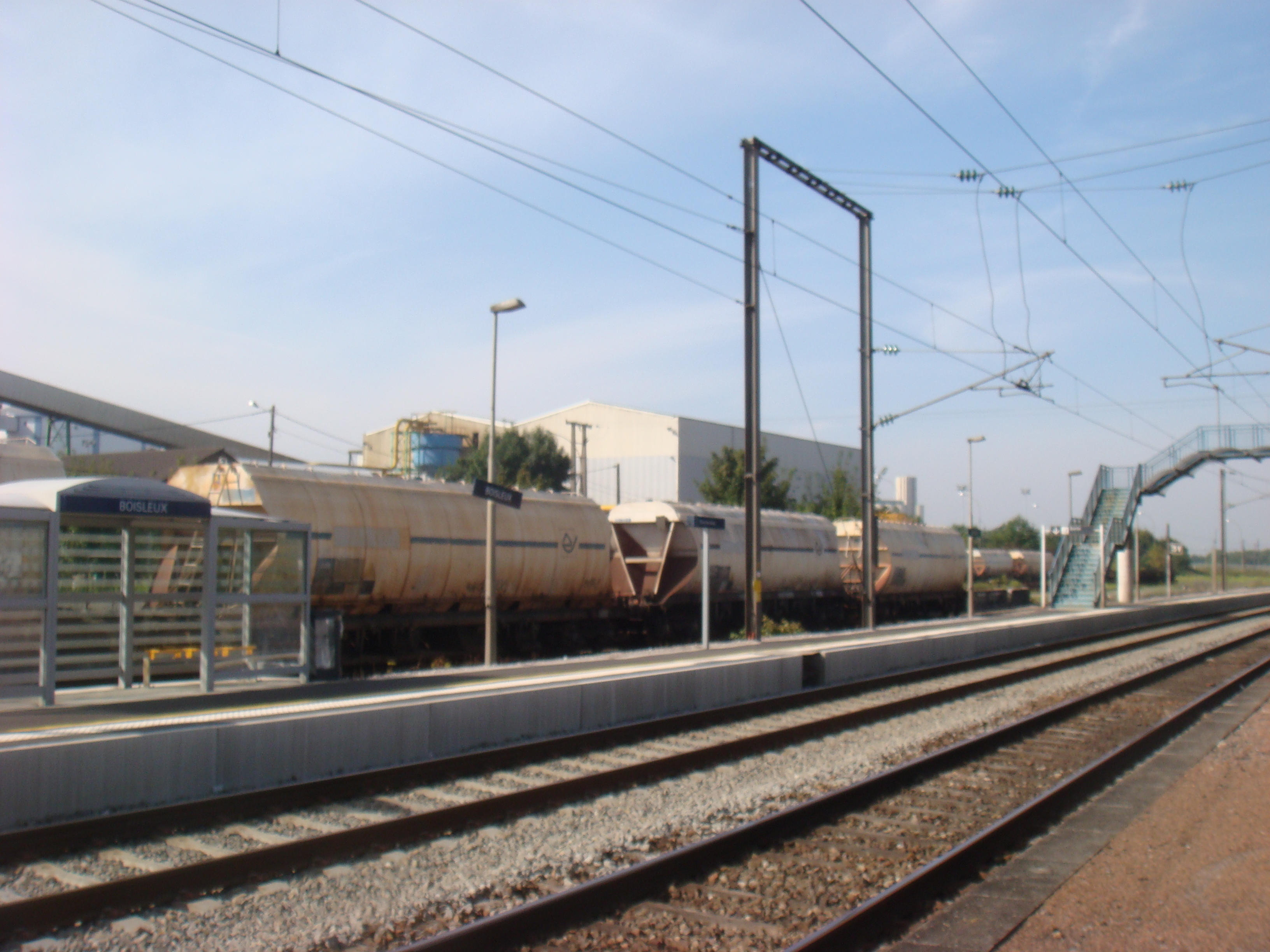
Voies et quais de la halte.

Établie à 89 mètres d'altitude, la gare de Boisleux est située au point kilométrique (PK) 183,056 de la ligne de Paris-Nord à Lille, entre les gare de Courcelles-le-Comte et d'Arras. 
C'était une gare de bifurcation, origine de la ligne d'intérêt local de Boisleux à Marquion abandonnée depuis 1969.

## Histoire
La « station de Boisleux », est officiellement mise en service le 21 juin 1846 par la Compagnie des chemins de fer du Nord, lorsqu'elle ouvre à l'exploitation sa ligne de Paris à Lille et Valenciennes. Elle est établie, entre les stations d'Achiet-le-Grand et d'Arras, à environ 207 kilomètres de Paris,,.
Durant la Première Guerre mondiale, le bâtiment voyageurs est détruit. Un bâtiment provisoire en planches, le remplace avant la construction d'un bâtiment définitif.
En 1957, des travaux de rénovation sont entrepris sur la ligne de Paris-Nord à Lille, en vue de son électrification. Le 18 juin 1957, le train express no 326 reliant Tourcoing à Paris passe à hauteur de la gare de Boisleux en début d'après-midi, et est censé être le dernier train à circuler sur cette voie de la journée avant la reprise du chantier. L'arrière du train déraille à 80 km/h à proximité de la gare, alors qu'il avait quitté celle d'Arras quelques minutes auparavant. L'accident se produit lorsque le fourgon postal quitte les rails et heurte un support de caténaire, entraînant les voitures 11 et 12 qui se couchent (la 11 étant alors éventrée par la 12). Un premier bilan fait état de huit morts et de vingt blessés (dont trois graves). Pendant que les blessés sont acheminés dans les hôpitaux d'Arras, le bâtiment voyageurs de Boisleux — qui a été détruit ultérieurement — est utilisé pour entreposer les corps des victimes et réaliser des soins sur des blessés légers. Le bilan final est de onze morts.
Deux des quatre voies de la gare sont inutilisables à la suite de cet accident. La circulation au niveau de Boisleux est rétablie le lendemain en début de soirée. La raison du déraillement n'est pas certaine ; la piste principale retenue par l'enquête est celle d'un affaissement de la voie, lié à la préparation des travaux de rénovation : trop de ballast aurait été retiré, entraînant une instabilité de la voie même pour un train circulant à faible vitesse.
En 2014, selon les estimations de la SNCF, la fréquentation annuelle de la gare est de 1 990 voyageurs.

## Service des voyageurs

### Accueil
Halte SNCF, c'est un point d'arrêt non géré (PANG) à accès libre.

### Desserte
Boisleux est desservie par des trains régionaux TER Hauts-de-France, assurant la relation Amiens – Arras.

### Intermodalité
Le stationnement des véhicules est possible à proximité.

## Service des marchandises
La gare de Boisleux est ouverte au service du fret (train massif seulement).

## Patrimoine ferroviaire
Le bâtiment voyageurs d'origine, du type standard de la Compagnie des chemins de fer du Nord, a été détruit pendant la Première Guerre mondiale.